# 배스커빌가의 개 (1959년 영화)
배스커빌가의 개(The Hound Of The Baskervilles)는 영국에서 제작된 테런스 피셔 감독의 1959년 범죄, 드라마, 공포, 미스터리, 멜로/로맨스, 스릴러 영화이다. 피터 커싱 등이 주연으로 출연하였고 안소니 힌즈 등이 제작에 참여하였다.
1902년 소설 바스커빌 가문의 개에 기반을 둔다.

## 출연

### 주연
- 피터 커싱
- 안드레 모렐

### 조연
- 크리스토퍼 리
- 말라 랜디
- 데이빗 옥슬리
- 프란시스 드 울프
- 마일즈 맬리슨
- 이완 솔론
- 존 르 메주리어
- 헬렌 고스
- 샘 키드
- 마이클 호킨스
- 주디 모엔스
- 마이클 멀캐스터
- 데이빗 버크스
- 엘리자베스 고트
- 이안 휴윗슨

## 제작진
- 원작자: 아서 코난 도일
- 미술: 버나드 로빈슨
- Ass-PD: 안소니 넬슨 케이스